# 灰衣修士教堂墓地
灰衣修士教堂墓地（Greyfriars Kirkyard）是苏格兰爱丁堡灰衣修士教堂周围的墓地，位于爱丁堡老城南部边缘，毗邻乔治·赫里奥特学校。 
灰衣修士的名称源自曾位于此处，在1559年解散的方济各会修道院，该会修士身穿灰衣。墓地建立于1561年，爱丁堡的不少名人都葬于此处。墓地由爱丁堡市议会管理，并列为A类登录建筑加以保护。

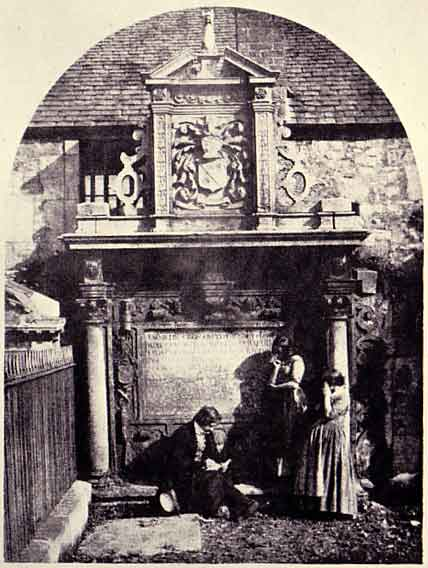
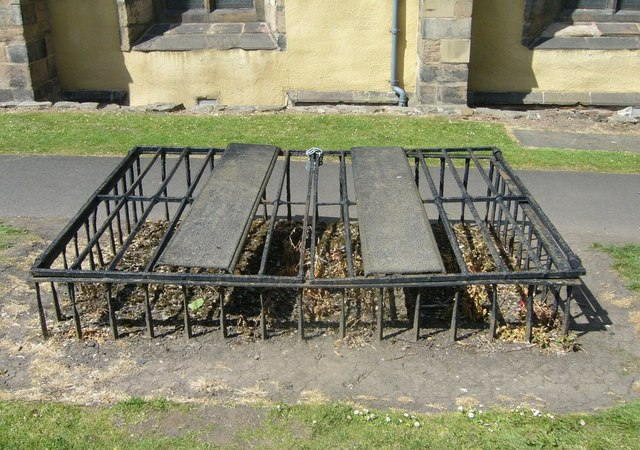
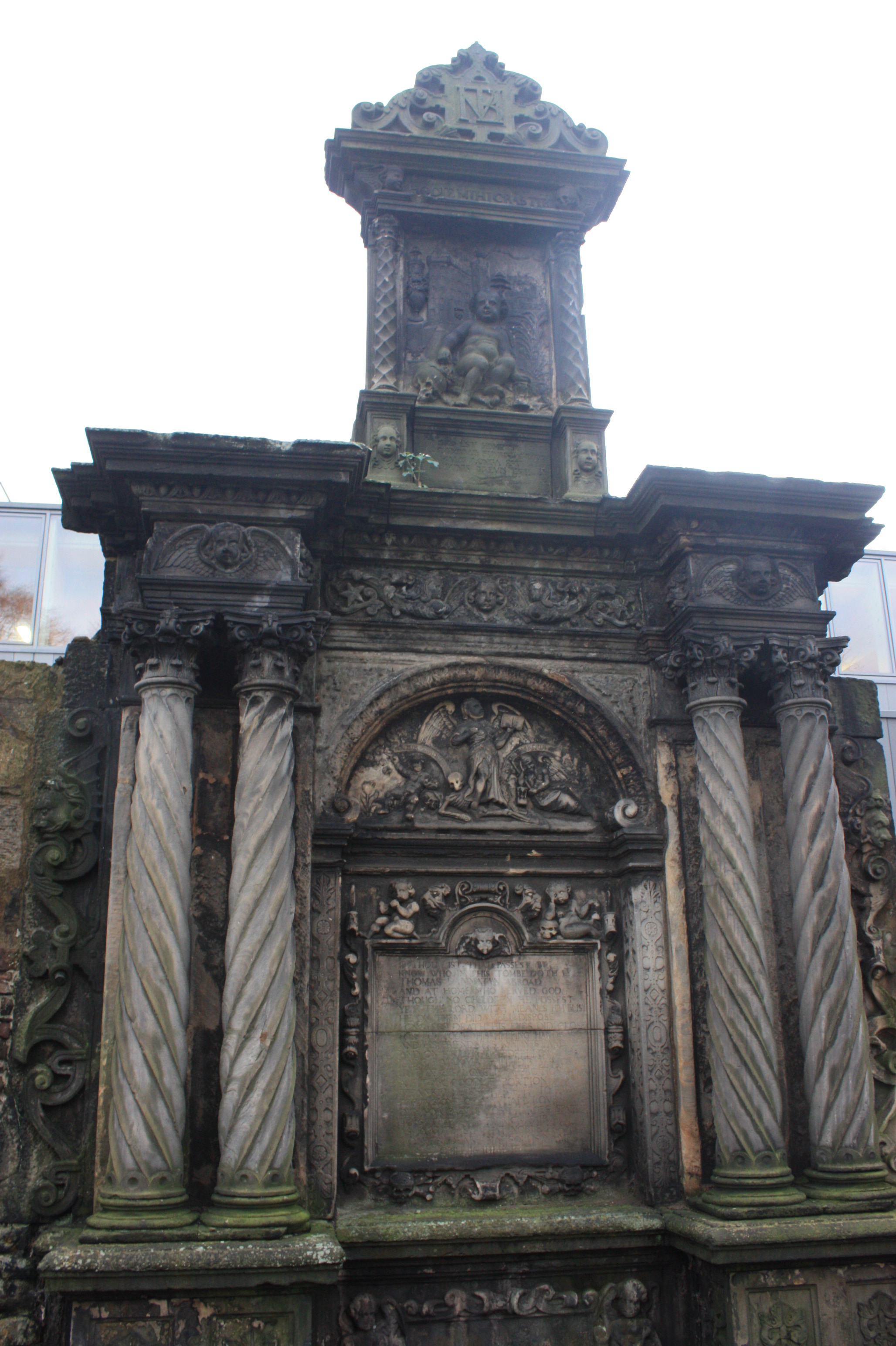
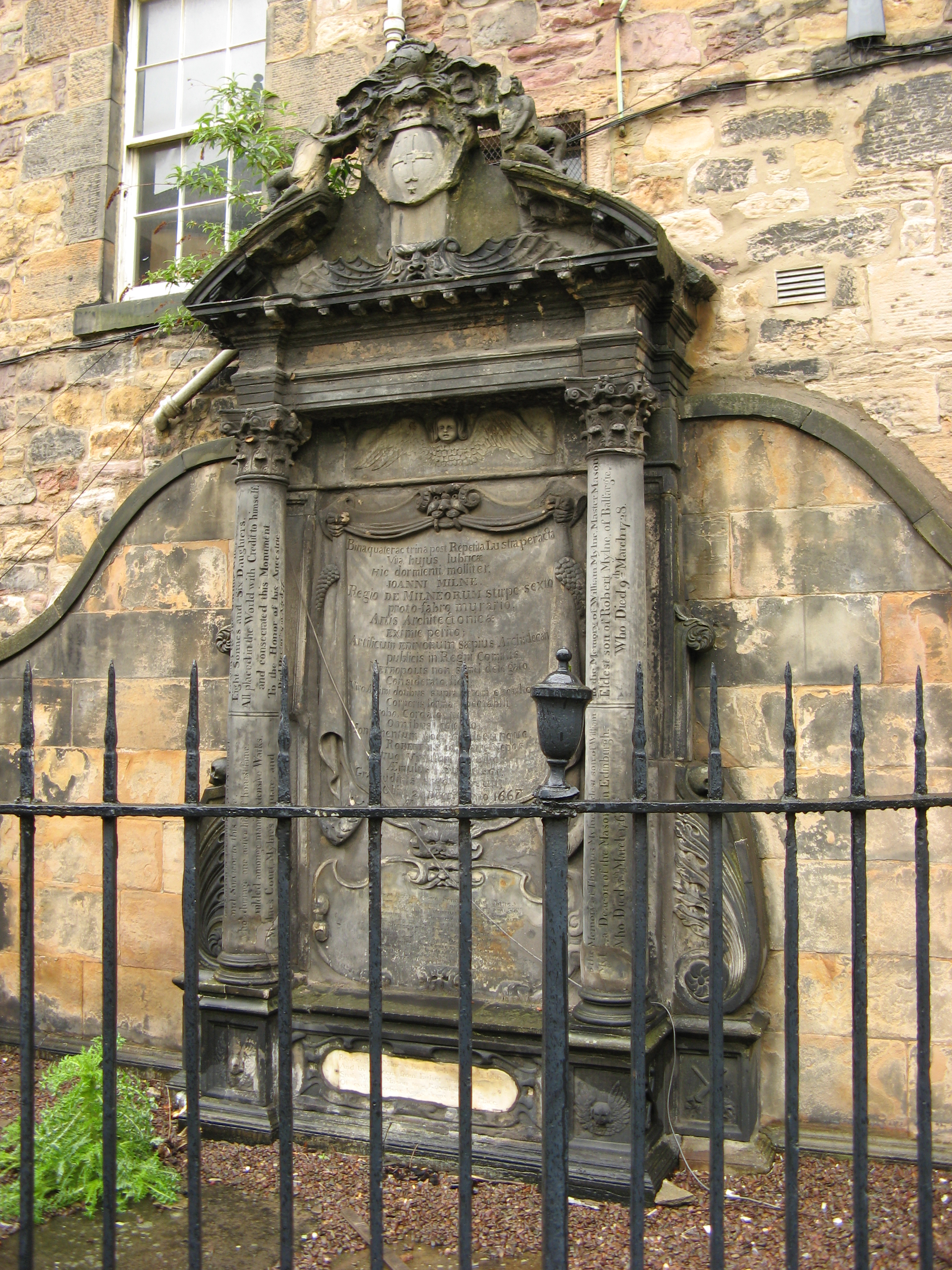
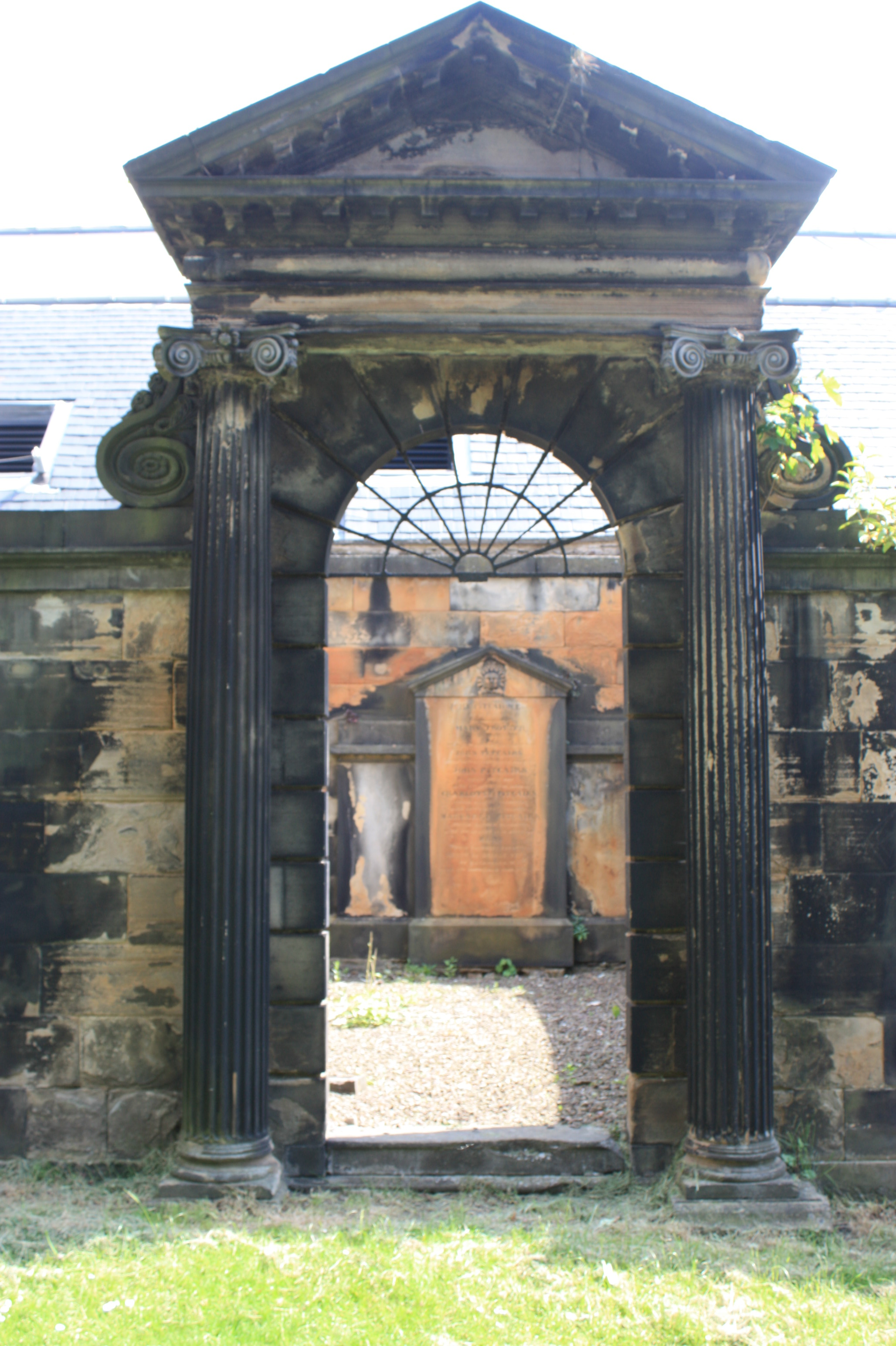
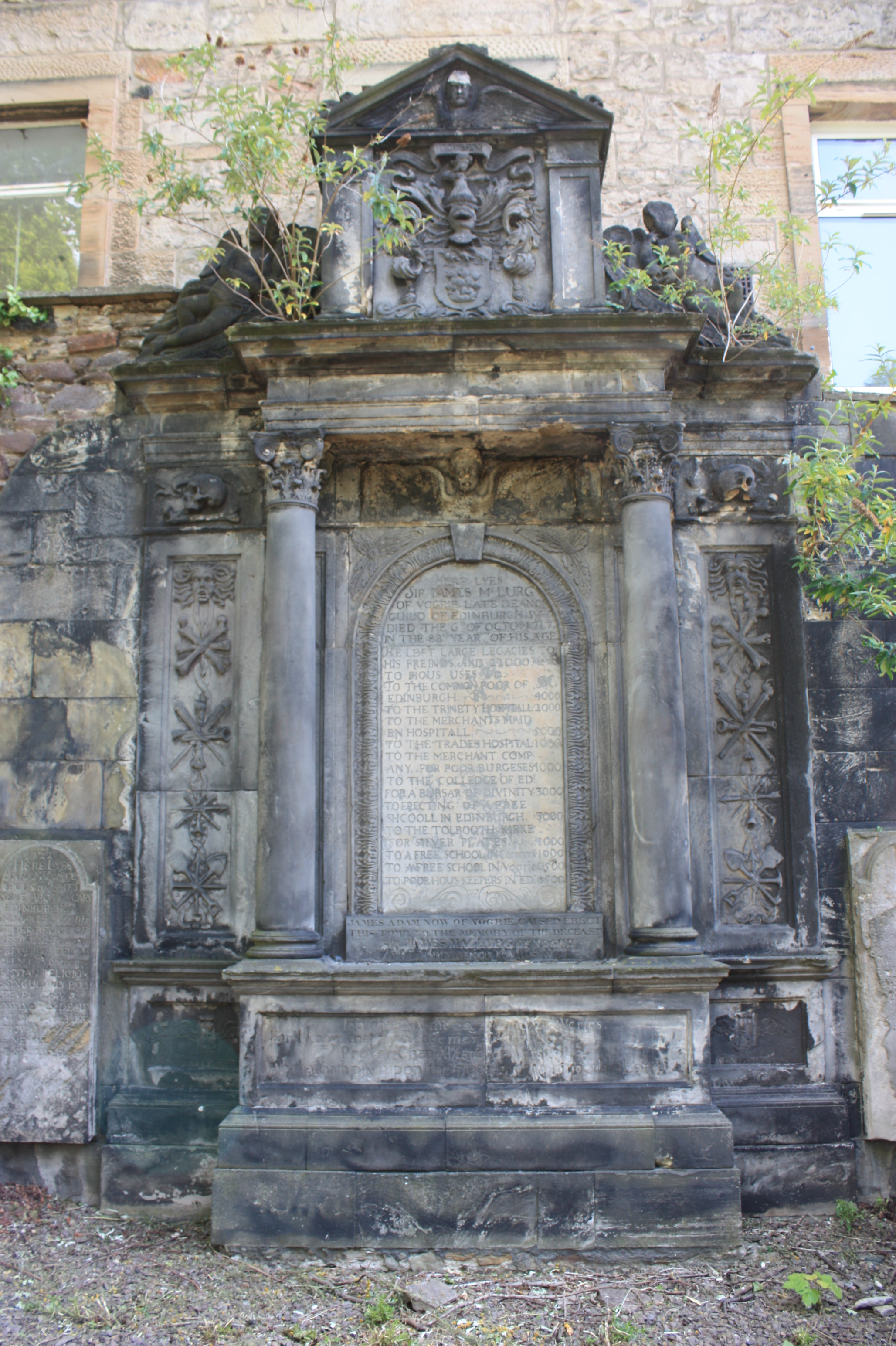
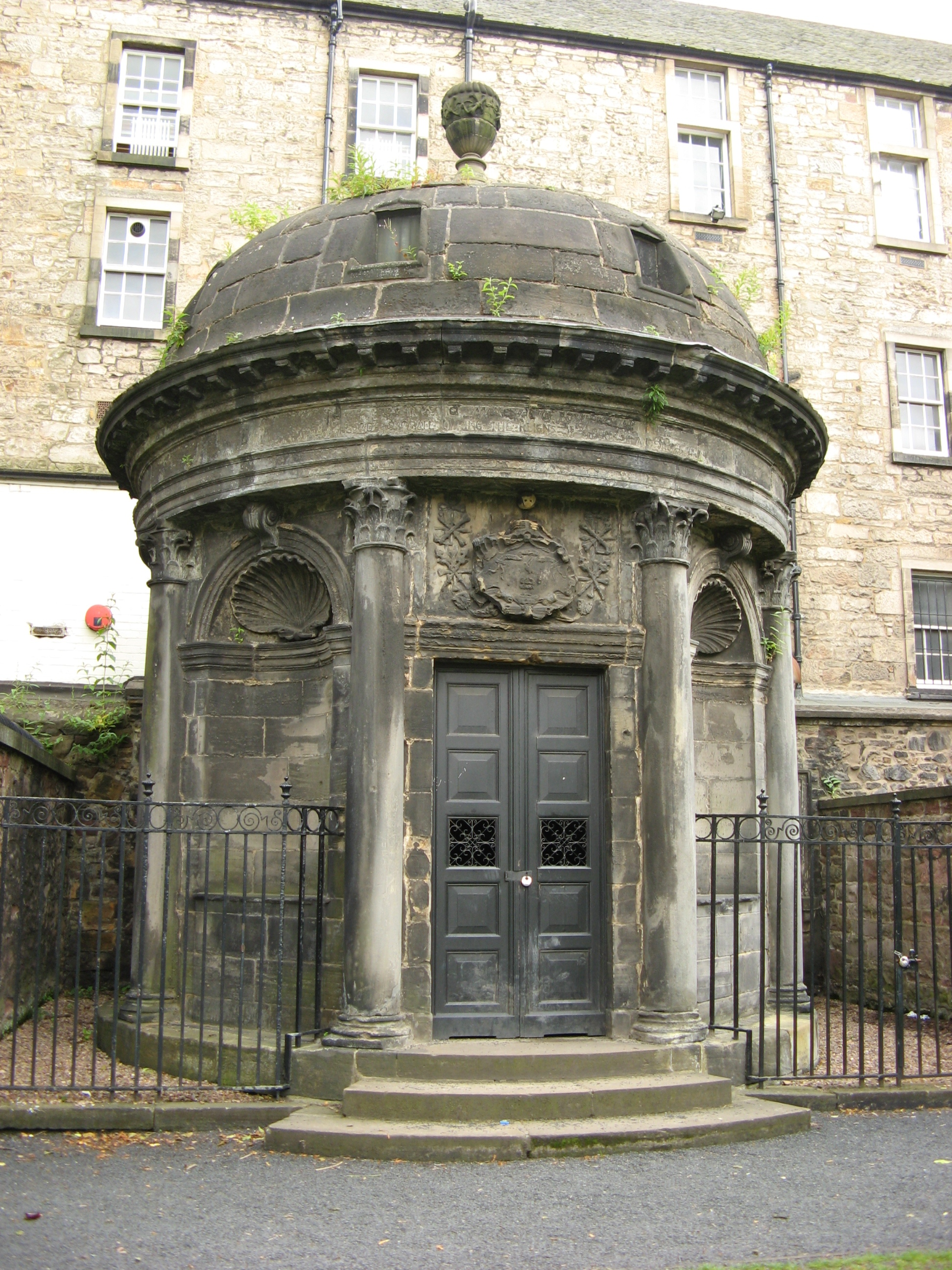
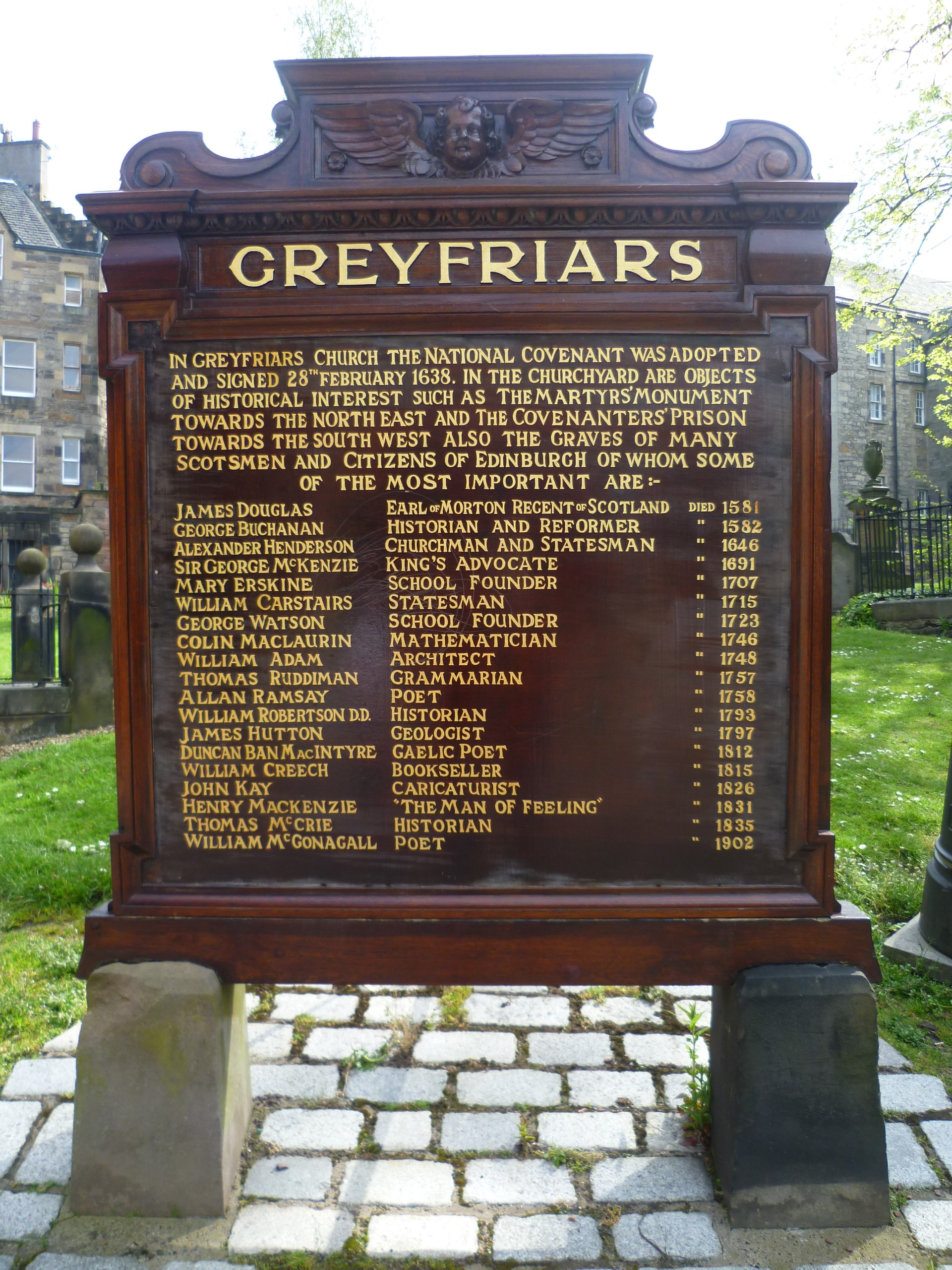
Notable burials
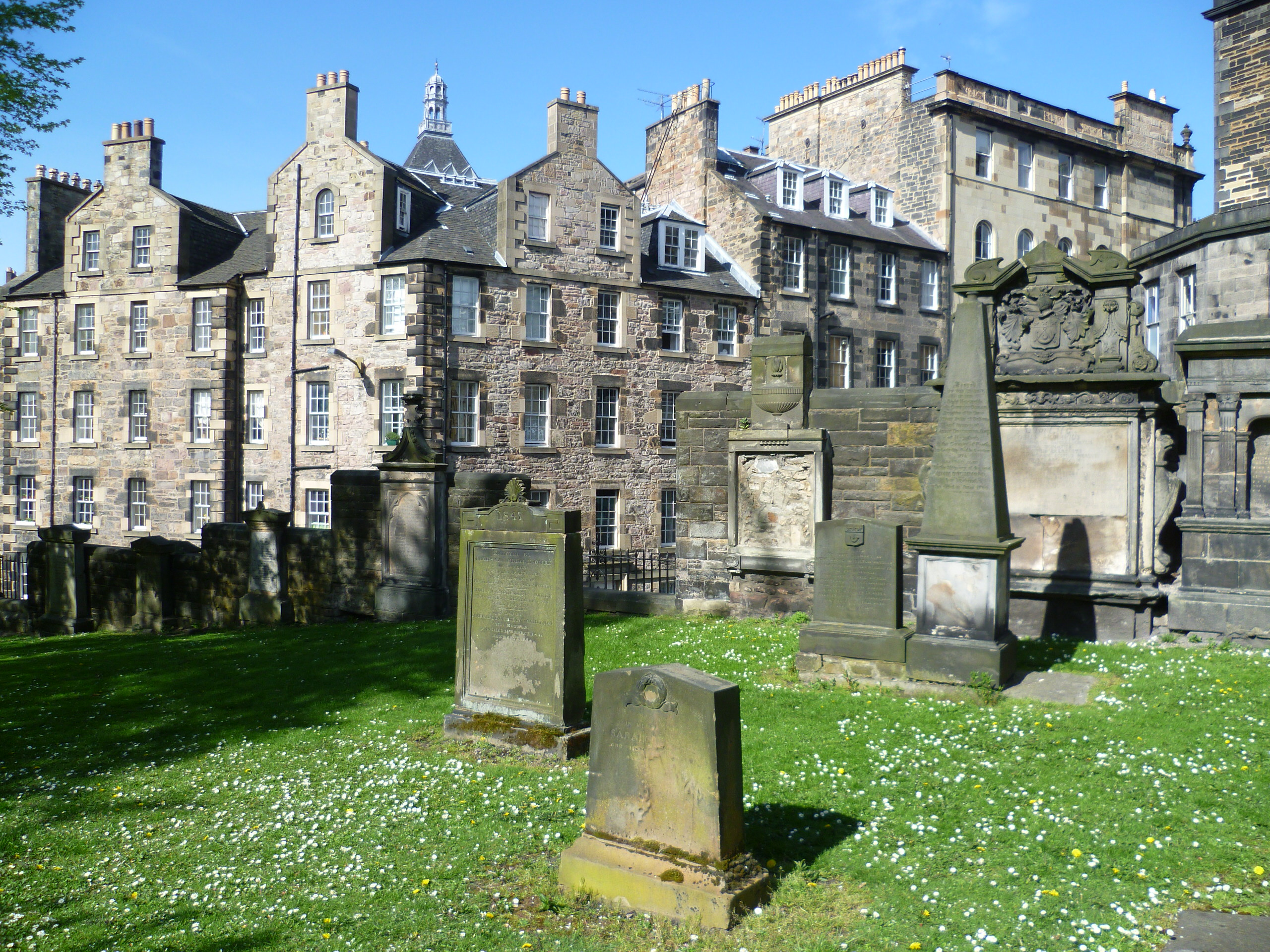
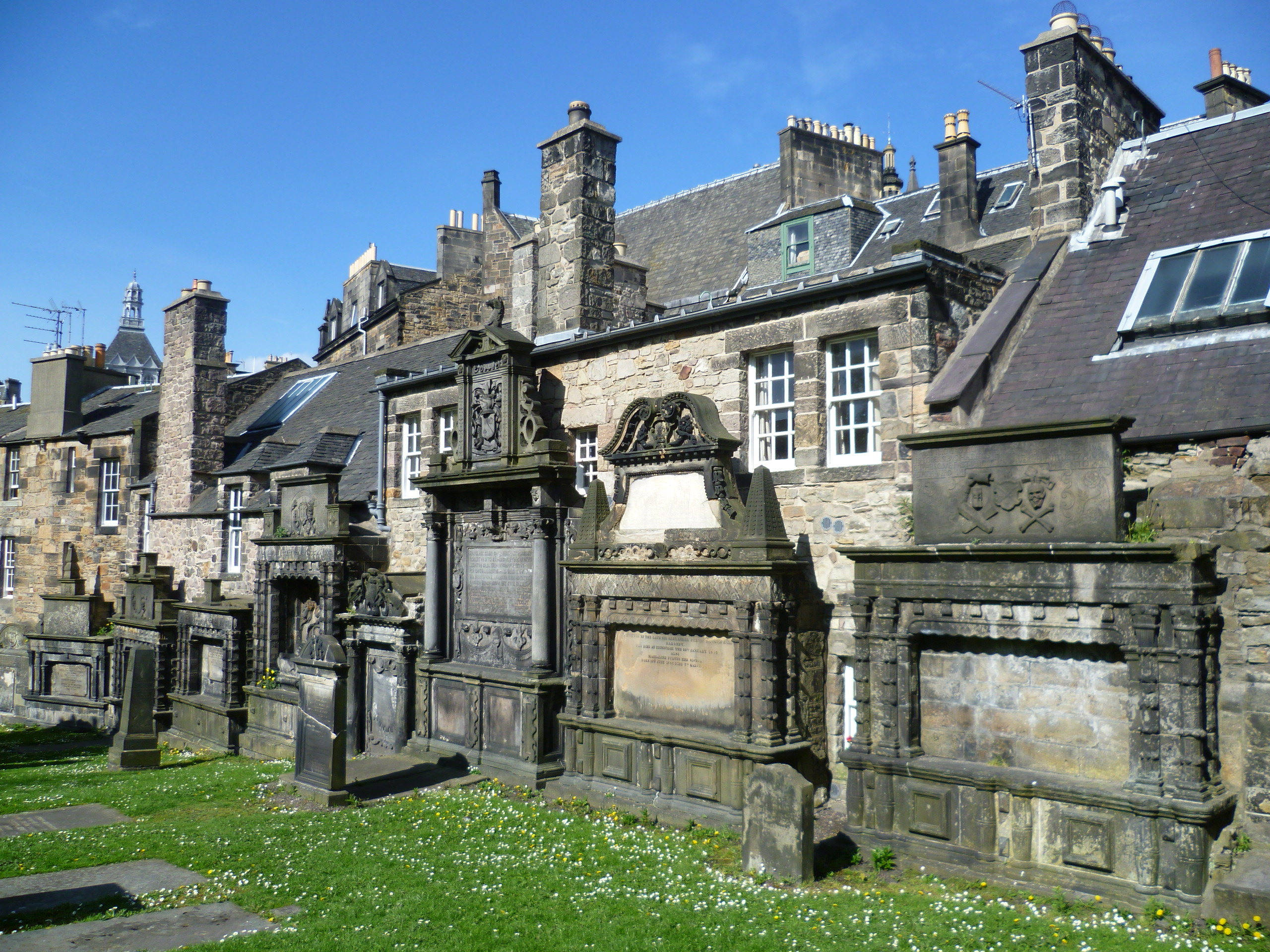
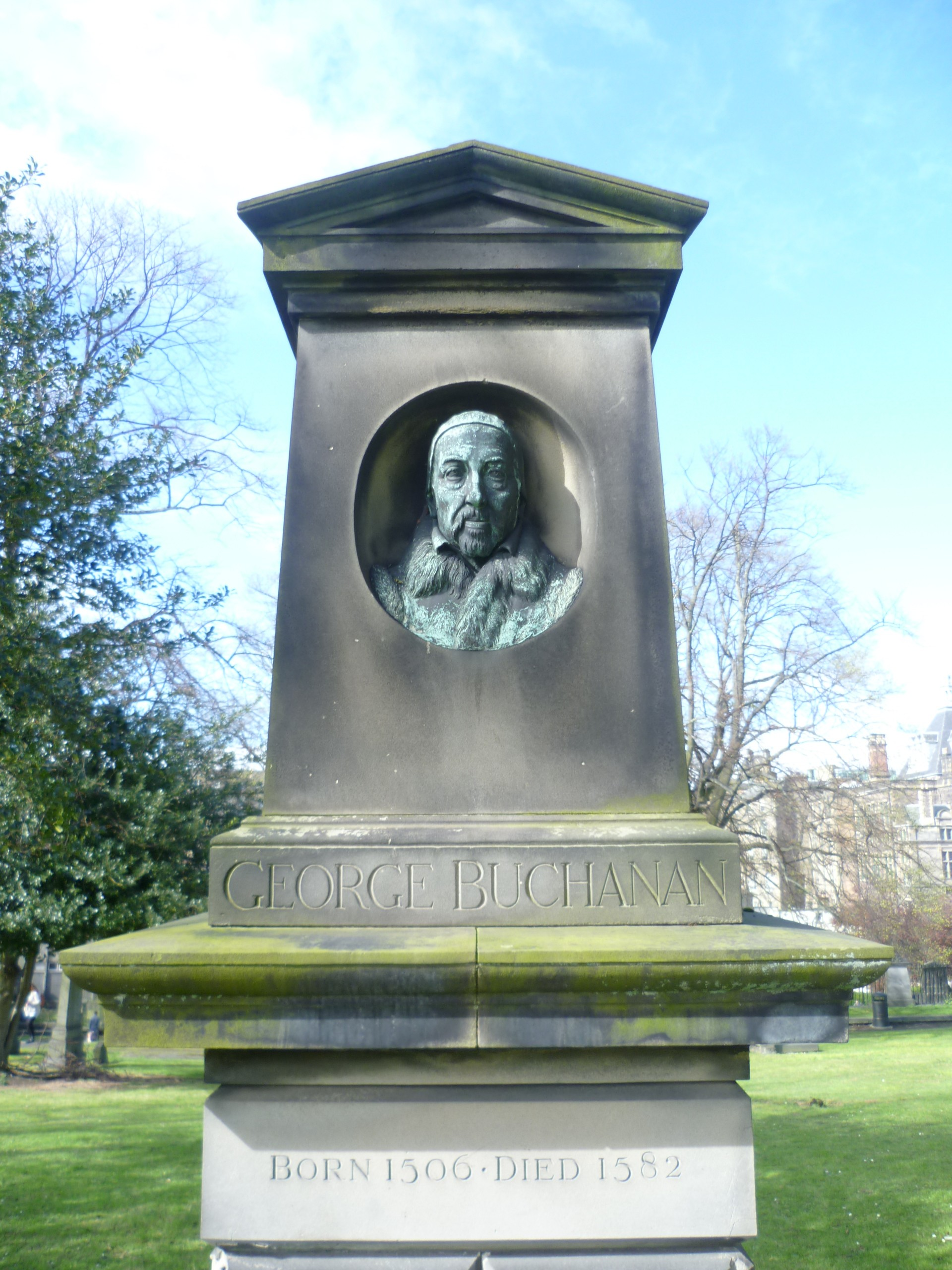
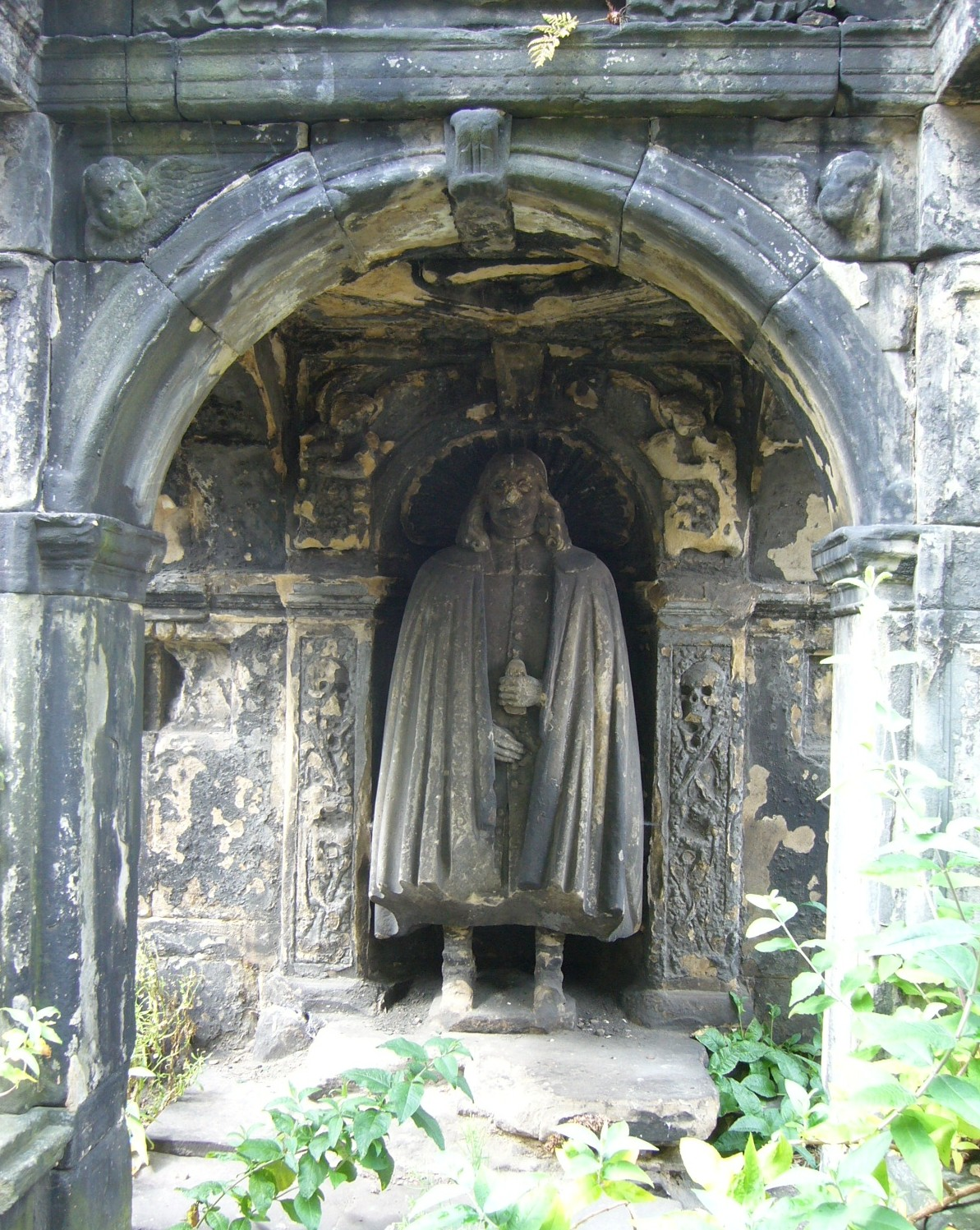
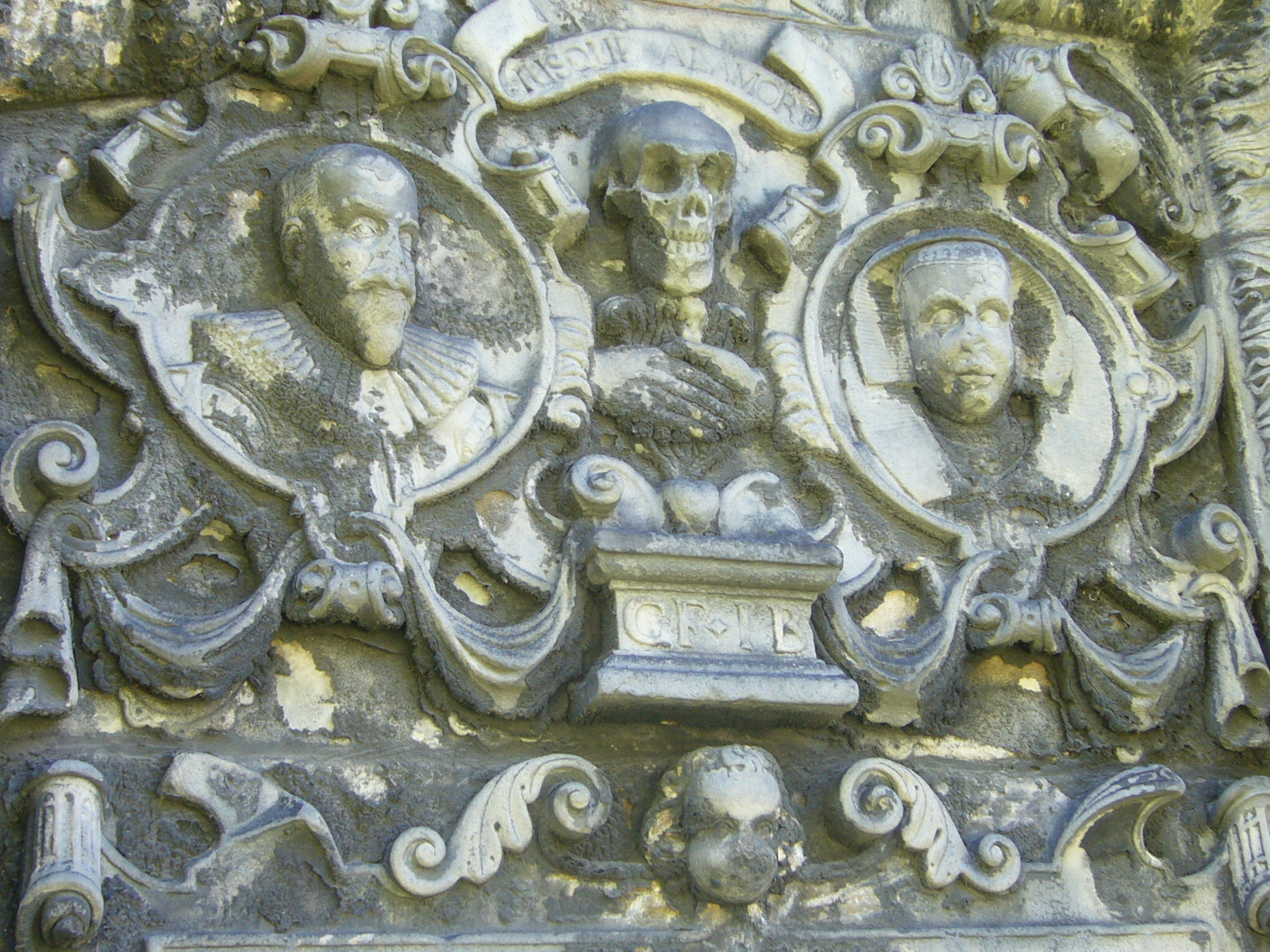
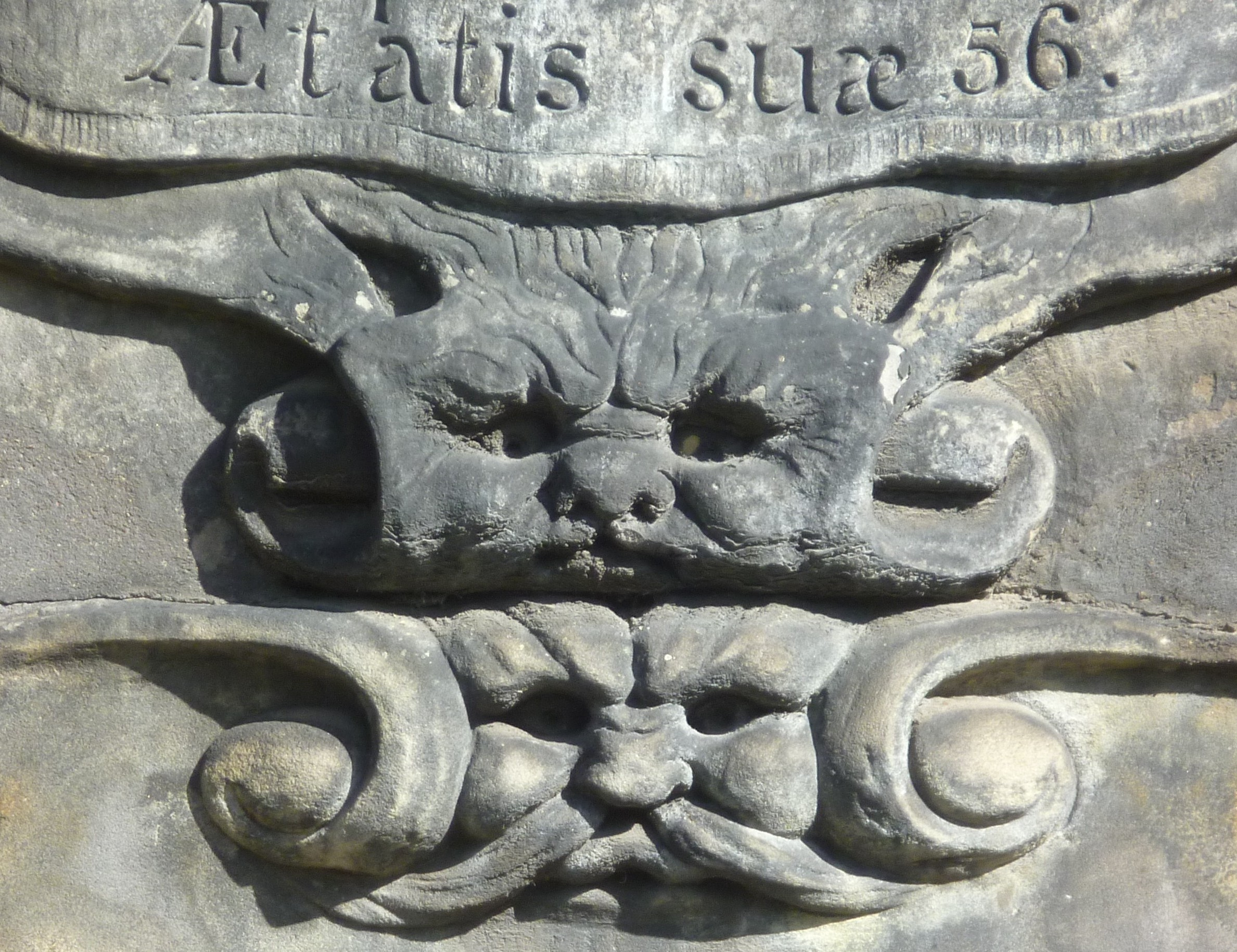
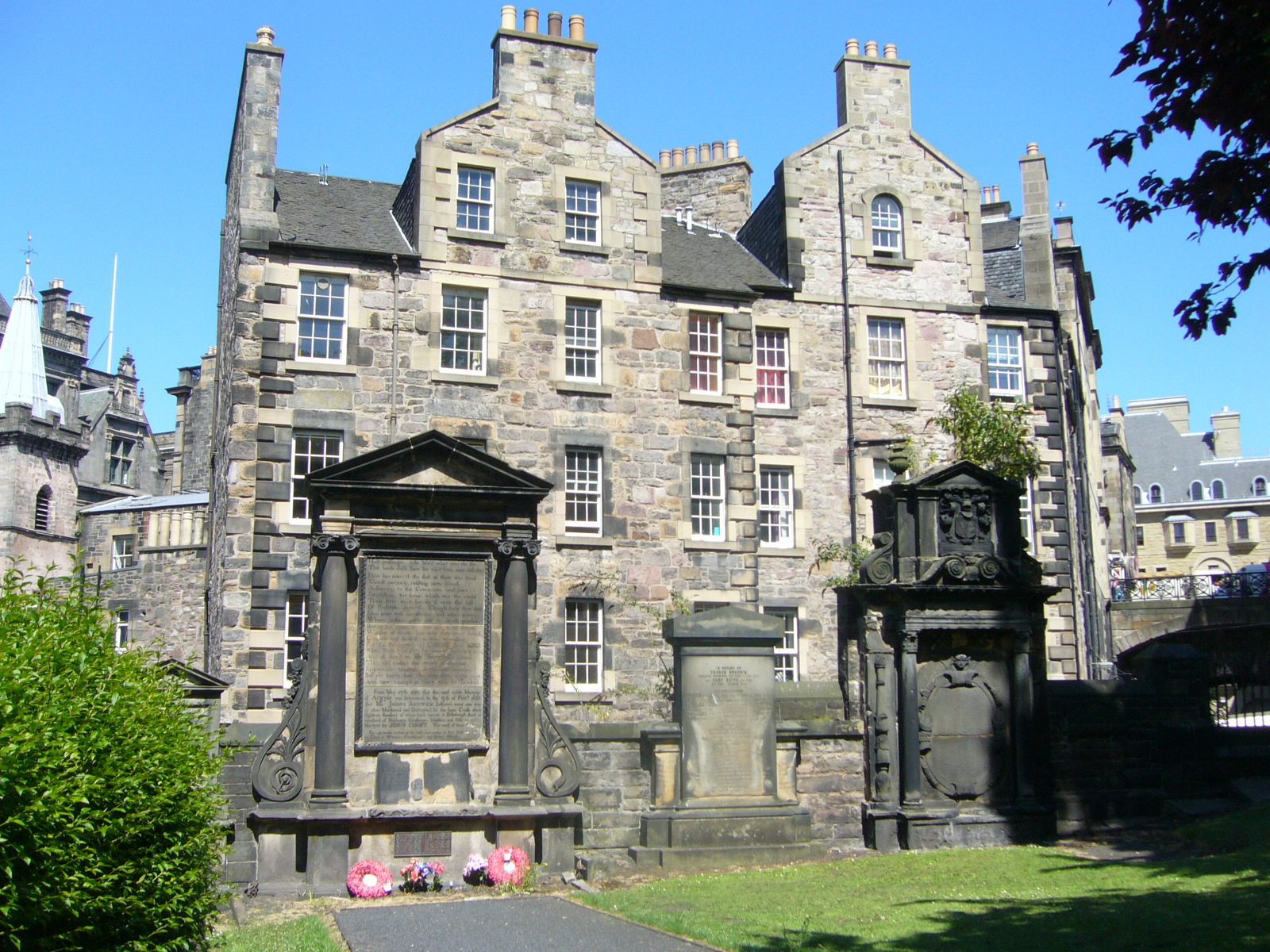
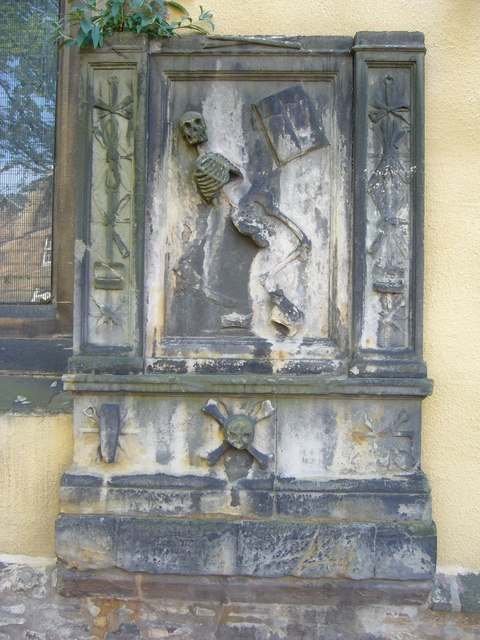
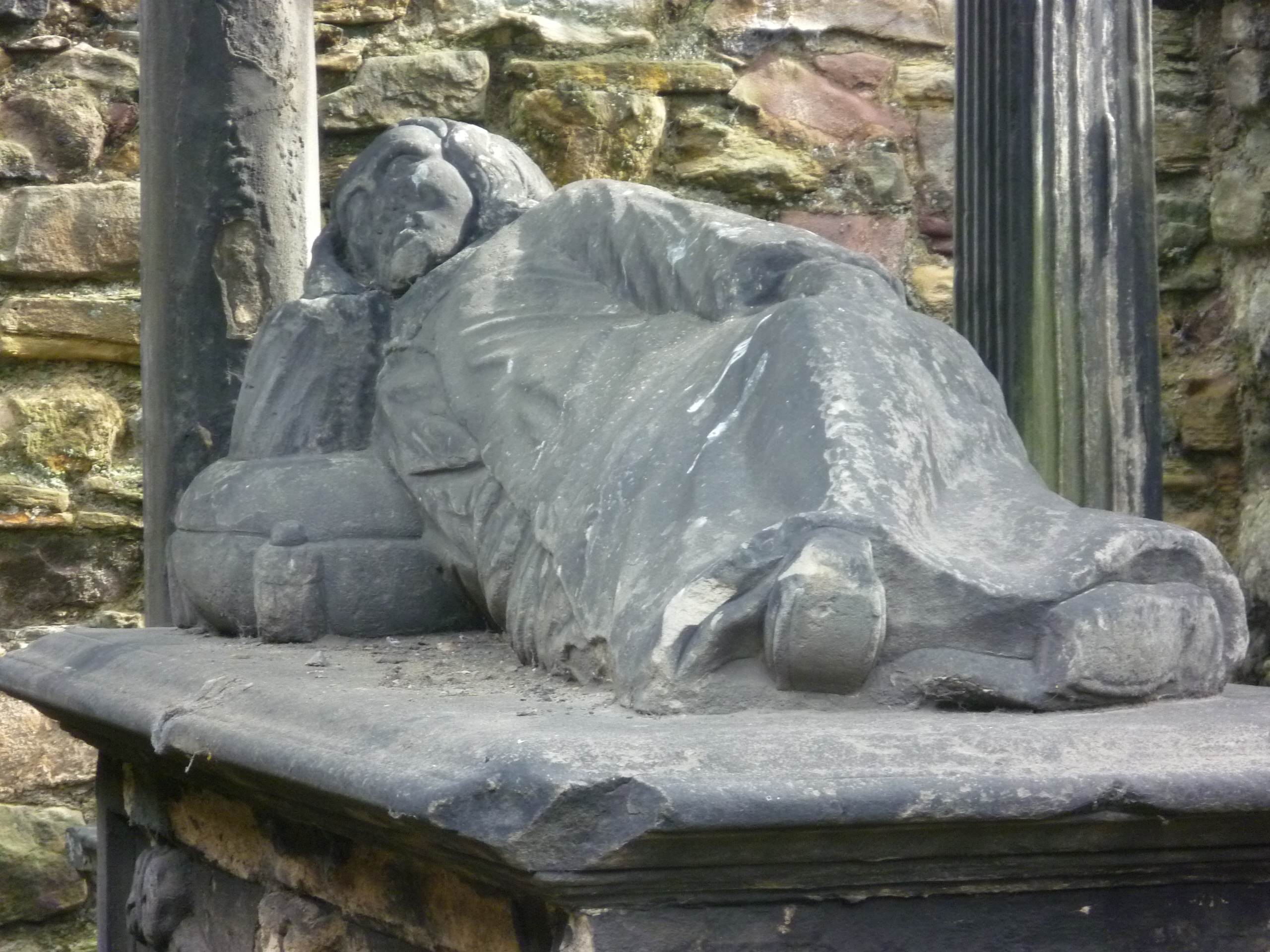
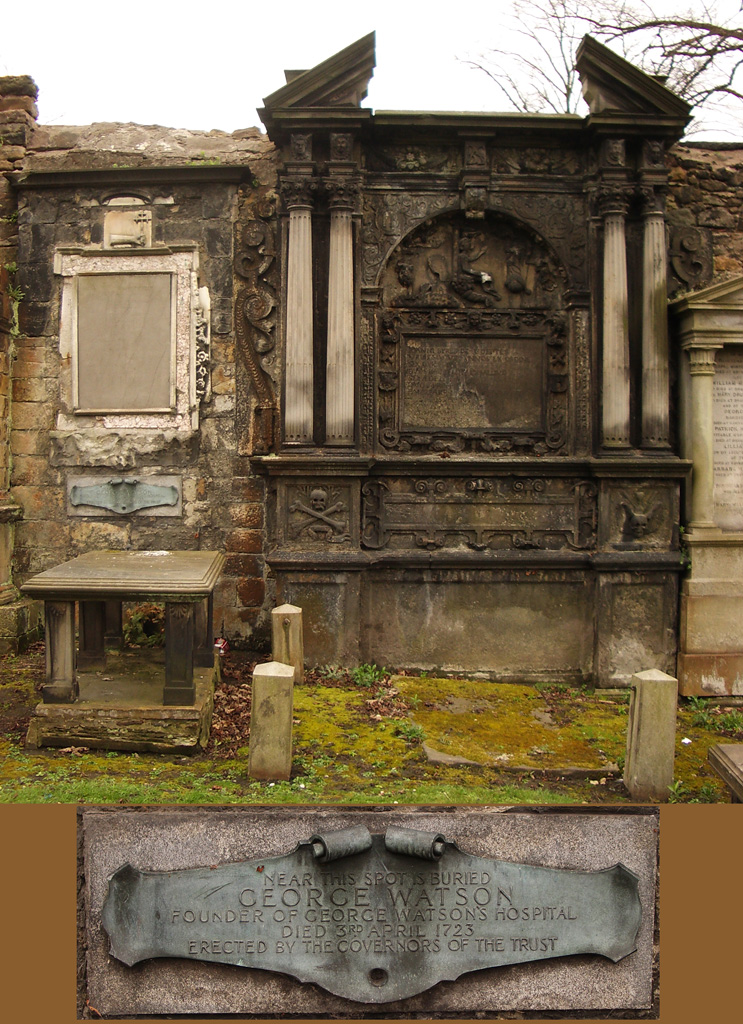
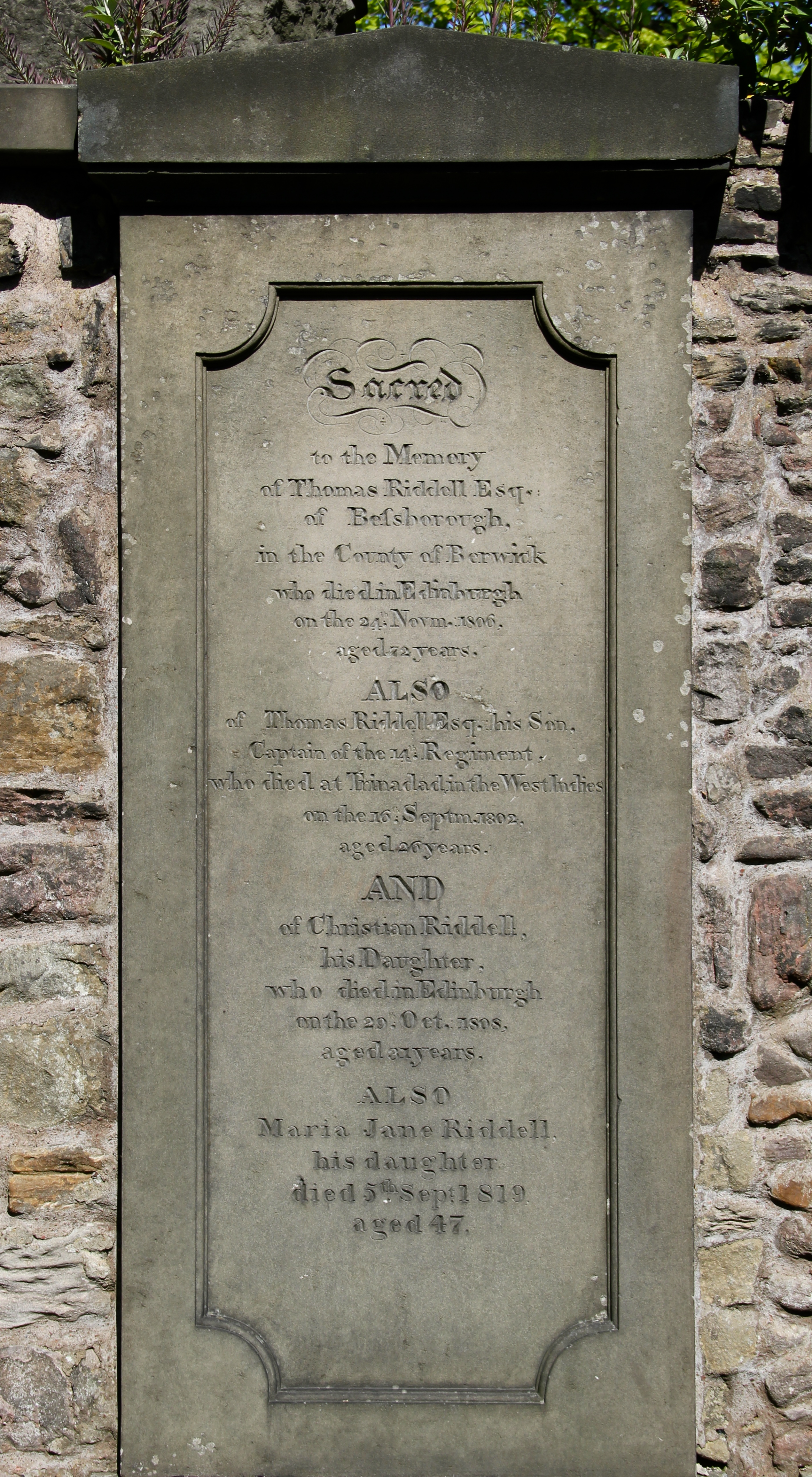